# FCER-Klasse 401
Die Lokomotiven der FCER-Klasse 401 und FCNEA-Klasse 101 waren Dampflokomotiven der Bauart Garratt.

## Geschichte
Die beiden durch die gleiche britische Gesellschaft betriebenen argentinischen Eisenbahngesellschaften Entre Ríos Railway, (spanisch: Ferrocarril de Entre Ríos, abgekürzt: FCER) und Argentine North Eastern Railway, (spanisch: Ferrocarril Nordeste Argentino, abgekürzt: FCNEA), bestellten zwischen 1925 und 1927 zwölf Garratt-Lokomotiven gleicher Bauart bei Beyer-Peacock in England.
Von den Proportionen her waren sie relativ klein gegenüber vergleichbaren Lokomotiven der Normalspurweite. So betrug der Treibraddurchmesser nur 1143 mm. Im Gegensatz zu den zuvor eingesetzten schweren 1'D-Lokomotiven waren sie aber in der Lage, schwerere Güterzüge zu übernehmen und außerdem noch Brennstoff zu sparen. Nach der damaligen Baupraxis erhielten die Lokomotiven Plattenrahmen, Kolbenschieber, Heusinger-Steuerung und Belpaire-Stehkessel mit Überhitzer.
Die Maschinen der FCNEA waren minimal leichter, da sie etwas kleinere Vorratsbehälter für Wasser und Kohle hatten. Ansonsten waren die Lokomotiven baugleich. Nachdem sich diese Lokomotiven von Anfang an sehr bewährten, schafften beide Gesellschaften auch größere Garratts (Klasse 101 bzw. 108) für den Personenverkehr an.

## Lokomotivliste
| Gesellschaft | Bahnnummer | Fabriknummer | Anzahl | Baujahr |
| ------------ | ---------- | ------------ | ------ | ------- |
| FCNEA        | 101–103    | 6238–6240    | 3      | 1925    |
| FCNEA        | 104–107    | 6349–6352    | 4      | 1927    |
| FCER         | 401–405    | 6355–6359    | 5      | 1927    |

## Modelle
Der tschechische Modellbahnhersteller ETS fertigt Modelle der Lokomotive 401 in der Lackierung der FCER in Nenngröße 0.